# Печа (притока Туломе)
Печа (рус. Печа) река је која протиче преко западних делова Мурманске области, односно крајњег северозапада европског дела Руске Федерације. Протиче преко територија Кољског рејона. Свој ток започиње у северним деловима планинског масива Саљније тундри, на подручју Лапландског резервата бисофере, тече у смеру севера и након 82 km тока улива се у Тулому, на њеном 60. километру узводно од ушћа, као њена десна притока. Укупна површина сливног подручја реке Пече је око 1.620 km². Река Печа припада басену Баренцовог мора.